# .45 Colt
.45 Colt или 11,48×33 мм R — американский патрон, созданный в 1872 г. для использования в револьвере US Army New Model 1873 Single Action revolver, более известном как Single Action Army или Peacemaker («Миротворец»). Известен также под обозначениями .45 Long Colt и .45LC. Находился на службе 19 лет.

## Спецификация
.45 Colt имеет цилиндрическую гильзу с выступающей закраиной, изначально патрон снаряжался чёрным порохом. Боевые характеристики: масса пули — 17,3 грамма, начальная скорость пули — 260 м/с, дульная энергия — около 570 Дж. Позднее данный патрон стал снаряжаться нитропорохом, что позволило несколько повысить его дульную энергию и начальную скорость пули.

## Описание
Kонструкция и револьвера, и патрона были практически полностью плодом Кавалерии и Конной артиллерии США и оставались на армейской службе вплоть до замены их менее мощным, но более комфортным в стрельбе патроном .38 Long Colt и револьвером двойного действия образца 1889 года.
После своего официального «увольнения со службы» этот патрон ещё дважды «призывался из резерва» — первый раз во время вторжения на Филиппины в 1901-1902 году, второй — в 1909 году, когда стало ясно, что принятие на вооружение нового самозарядного пистолета калибра .45 задерживается, и был введен револьвер M1909.
Гораздо позже, в 1970—80-х годах, фирма «Смит и Вессон» создала под этот патрон револьвер «Модель 25», который был довольно популярен среди полицейских, которые хотели иметь револьвер с более тяжёлой пулей, чем у патронов .38 Special или .357 Magnum.
С 1970-х годов бразильская компания Amadeo Rossi выпускает копии американских винтовок Winchester Model 1892, в том числе и в калибре .45 Colt
В настоящее время в США патрон .45 Colt остаётся довольно популярным как охотничий боеприпас и как патрон для развлекательной стрельбы в «ковбойском» стиле. Патронами .45 Colt разрешается стрелять из оружия более мощного калибра .454 Casull.